# NGC 7407
NGC 7407 (другие обозначения — PGC 69922, UGC 12230, MCG 5-54-2, ZWG 496.5, ZWG 495.42, IRAS22510+3151) — спиральная галактика (Sc) в созвездии Пегас.
Этот объект входит в число перечисленных в оригинальной редакции «Нового общего каталога».
В галактике вспыхнула сверхновая SN 2003gq типа Ia-p, её пиковая видимая звездная величина составила 17,6.